# Прогулка (фильм, 2003)
«Прогулка» — российский художественный фильм Алексея Учителя, снятый в 2003 году в России.
Фильм открытия XXV Московского кинофестиваля. Во время титров звучит песня «Wild Is the Wind» в исполнении Нины Симон.

## Сюжет
Во время вступительных титров зритель слышит закадровый спор мужчины с девушкой: она куда-то собирается, а он не очень одобряет её намерения.
Девушка по имени Оля (Ирина Пегова) выходит из автомобиля и шагает по Невскому проспекту. Очень скоро её догоняет паренёк Лёша (Павел Баршак), знакомится с ней и сразу даёт понять, что Оля ему очень понравилась. Вдвоём они гуляют по городу среди людей, смеются, флиртуют друг с другом и рассказывают о себе. На Олин сотовый телефон время от времени поступают звонки, на которые она отвечает неохотно и даже слегка агрессивно.
Лёша безостановочно объясняется Оле в любви, всячески демонстрируя ей свою симпатию. Оля не отвергает его ухаживаний, но взаимностью отвечает сдержанно. Сначала она отказывает Лёше в предложении посидеть в кафе, объяснив этот тем, что ей нельзя пить алкоголь и нельзя сидеть, поскольку она травмировалась в конном клубе. Позже Лёша предлагает вечером съездить вдвоём в Москву. Оля не отказывается. Пока Лёша покупает билеты, Оля опять с кем-то разговаривает по мобильному телефону. Затем она возвращает Лёше деньги за билет, не объясняя причин своего поступка, но выражает готовность гулять в Москве только за его счёт. Поезд отходит в полночь, и парочка договаривается провести вместе весь день.
На Дворцовой площади Оля вступает в конфликт с женщиной, предлагающей прокатиться на лошади, якобы узнав своего любимого коня. Как раз в этот момент по Лёшиному приглашению к парочке присоединяется его друг Пётр (Евгений Цыганов). Лёша представляет ему Олю как свою девушку. Оля ни подтверждает, ни опровергает Лёшины слова. На вопрос Пети, правда ли это, она отвечает «не знаю».
Возле Исаакиевского собора молодых людей чуть не сбивает автомобиль. Парни наперегонки поднимаются по лестнице, ведущей на купол, а Оля, улучив момент, снова разговаривает по мобильному телефону. Из её слов становится ясно, что разговор как-то связан с автомобилем, чуть не наехавшим на Лёшу и Петю. На смотровой площадке Оле от быстрого бега и высоты становится плохо.
В отличие от романтичного и открытого Лёши, Петя немногословен, слегка циничен и груб. Очень скоро Оля переключает своё внимание на Петра: её заинтересовала его прагматичность и мужественность. Пока Лёша ищет для неё цветы, Оля один на один беседует с Петей: признаётся, что не горит желанием ехать ночью в Москву, и намекает, что ей нравятся такие мужчины как Петя. Лёша открыто ревнует и в какой-то момент отводит друга в сторону ради откровенного разговора. Петя заявляет, что целенаправленно отбивает у Лёши Олю, так как считает себя более подходящим спутником для неё. Пока парни выясняют отношения, Оля снова разговаривает по мобильному телефону.
В трамвае цыгане крадут у Лёши и Оли деньги. Сохранивший свой кошелёк Петя предлагает угостить всех пивом. Оля соглашается, хотя утром говорила Лёше, что пить ей нельзя. Потом молодые люди гуляют в толпе футбольных фанатов «Зенита». Оля проговаривается, что хорошо плавает, хотя накануне повредила спину. Петя открыто флиртует с Олей, и постепенно они начинают общаться только друг с другом, словно забыв о Лёше, идущем позади. Покинув толпу фанатов «Зенита», в ответ на очередную провокацию Пети Лёша бросается на него с кулаками. Чтобы прекратить драку, Оля предпринимает попытку рассказать друзьям какую-то правду, но они её не слушают и вскоре останавливаются сами. Парни мирятся, и Оля передумывает рассказывать им то, что собиралась рассказать. Вместо этого она признаётся: ей было очень приятно, что мужчины из-за неё подрались.
Темнеет. С наступлением вечера на город обрушивается сильный дождь. Уставшая от бесконечных звонков Оля разбивает мобильный. Молодые люди прячутся от дождя под каким-то навесом. Оля честно рассказывает обоим парням, что привлекло её в каждом из них: в Лёше — романтичность и непосредственность, в Пете — мужская брутальность и естественность. Потом идёт в близлежащий клуб. Лёша и Петя следуют за ней.
В клубе Оля ложится на диван. К ней подходит зрелый мужчина (Евгений Гришковец) и укрывает её пледом. Оля говорит, что выиграла какой-то спор. Мужчина знакомится с Лёшей и Петей: представляется Севой, в двух словах описывает, что на самом деле представляет собой Оля как человек, затем открывает правду обоим парням. Именно Сева звонил Оле весь день, он же проехал мимо Лёши и Пети возле Исаакиевского собора на своей машине. По словам Севы, Оля никогда не занималась конным спортом, спину не повреждала и сидеть ей можно. Дело в том, что Сева и Оля через неделю женятся, но не могут решить, куда ехать в свадебное путешествие. Оля рвётся в горы, а Сева считает, что она не выдержит долгих прогулок по горам, потому что сама очень мало двигается — даже в магазин Сева возит её на машине. Будущие молодожёны заключили пари: Оля приведёт двух свидетелей, готовых подтвердить, что она целый день гуляла по городу, ни разу не присев. Сева готов признать, что пари он, судя по всему, проиграл.
Сева предлагает Лёше и Пете отдохнуть и угоститься здесь за его счёт. Парни отказываются и собираются уходить. Разочарованный Лёша чувствует себя обманутым, Петя от комментариев и эмоций воздерживается. Оля бежит за ними и пытается объясниться: она не хотела никому врать, просто весь день развлекалась со своими новыми знакомыми, живя сей секундой, ничего не планируя и ничего никому не обещая.
Оля пытается догнать парней, но её удерживает и успокаивает Сева. Она, обращаясь непонятно к кому, произносит: «Я правда тебя очень люблю». Оля просит Севу вернуть ушедших Петю и Лёшу, а когда тот отказывается, сама выбегает из клуба с целью догнать их.
Фильм завершает сцена автомобильной аварии возле клуба с перепалкой между водителями (Сергей Пускепалис и Юрий Степанов) и целующаяся пара на заднем плане.

## В ролях
| Актёр               | Роль                                                               |
| ------------------- | ------------------------------------------------------------------ |
| Ирина Пегова        | Оля                                                                |
| Павел Баршак        | Алёша                                                              |
| Евгений Цыганов     | Петя                                                               |
| Евгений Гришковец   | Сева                                                               |
| Сергей Пускепалис   | участник аварии                                                    |
| Юрий Степанов       | участник аварии                                                    |
| Ксения Кутепова     | «императрица Елизавета Петровна»                                   |
| Полина Кутепова     | «императрица Екатерина II Алексеевна»                              |
| Андрей Казаков      |                                                                    |
| Кирилл Пирогов      | аккордеонист                                                       |
| Галина Тюнина       | работница экскурсионного бюро; смотрительница Исаакиевского собора |
| Тагир Рахимов       | охранник в Исаакиевском соборе                                     |
| Мадлен Джабраилова  | цыганка в трамвае                                                  |
| Екатерина Крупенина | корреспондент в вертолёте, рассказывающая о пробках                |
| Наталия Курдюбова   | девушка в туалете боулинга                                         |

Режиссёр Алексей Учитель вспоминал в интервью: 
Снимая «Манию Жизели», я умолял Фоменко отпустить Тюнину с репетиций в Крым. Он ни в какую. Наконец, в сердцах бросил: «Следующим летом забирай хоть весь театр». На всякий случай я оговорился: «Ловлю вас на слове!» Так и случилось — в главных ролях и эпизодах «Прогулки» снялась вся труппа, кроме одного актёра.

## Съёмки
- На главную женскую роль была утверждена другая актриса. Ирина Пегова готовилась к съёмкам следующего фильма режиссёра — «Космос как предчувствие» и была утверждена лишь за неделю до начала съёмок «Прогулки».

## Награды и номинации
- 2003 — Кинофестиваль «Окно в Европу» (Выборг)[3]
  - Главный приз фестиваля
  - Приз за лучшую режиссуру — Алексей Учитель
  - Приз за лучшую женскую роль — Ирина Пегова
- 2003 — 13-й международный фестиваль восточноевропейского кино (Котбус, Германия)[4]
  - Специальный приз жюри за выдающийся художественный вклад — Алексей Учитель
  - Приз Международной федерации кинопрессы (FIPRESCI) — Алексей Учитель
  - Приз «Findling» — Алексей Учитель
- 2003 — XXV Московский кинофестиваль[5]
  - Номинация на главный приз «Золотой Георгий» за лучший фильм — Алексей Учитель
  - Приз Федерации киноклубов России за лучший фильм основного конкурса[6]
- 2003 — Минский Международный кинофестиваль Лістапад[7]
  - Приз за лучшую работу звукорежиссёра — Кирилл Василенко[6]
- 2003 — Международный кинофестиваль Syracuse International Film Festival в Сиракьюс, США[8]
  - Главный приз фестиваля
- 2003 — Международный кинофестиваль в Кливленде, США[8]
  - Главный приз фестиваля
- 2004 — Премия «Национальной Академией кинематографических искусств и наук России» «Золотой орёл»[9]
  - Премия за лучшую женскую роль — Ирина Пегова
  - Номинация на премию за лучший игровой фильм
  - Номинация на премию за лучший сценарий — Дуня Смирнова
  - Номинация на премию за лучшую операторскую работу — Юрий Клименко и Павел Костомаров
  - Номинация на премию за лучший монтаж — Елена Андреева
- 2004 — Национальная премия Российской Академии кинематографических искусств «Ника»[10]
  - Номинация на премию за лучшую сценарную работу — Дуня Смирнова
  - Номинация на премию за лучшую мужскую роль второго плана — Евгений Гришковец